# Joyce Hoffman
Joyce Hoffman, née en 1947 à Dana Point, en Californie, est une surfeuse américaine, considérée comme une pionnière dans ce sport. Elle est souvent considérée comme la première star internationale féminine du surf et a été l'une des premières intronisées au Temple de la renommée international du surf.

## Biographie
Joyce Hoffman commence la compétition dès l'âge de 13 ans. Elle a gagné de nombreuses récompenses, notamment le championnat féminin américain de surf de 1965 à 1967, et l'open international de Makaha en 1964 et 1966. En 1968, elle devient la première femme à surfer dans le Banzai Pipeline à Hawaii. En 1966 et 67, elle obtient le plus grand nombre de votes pour l'élection au temple de la renommée international de Surfing Magazine. En 1969, elle est nommée femme de l'année par le Los Angeles Times, et reste en 2012 le seul surfeur à avoir obtenu cette distinction.